# Bosfinnen

Vlag van Bosfinnen

Bosfinnen (Noors: skogfinner) zijn in Noorwegen levende afstammelingen van Finnen die voor 1809 naar Zweden emigreerden, waarvandaan een deel naar Noorwegen verder trok. Zij spreken zelden nog Fins.